# Clive (Iowa)
Clive é uma cidade localizada no estado americano de Iowa, no Condado de Dallas e Condado de Polk.

## Demografia
Segundo o censo americano de 2000, a sua população era de 12.855 habitantes.
Em 2006, foi estimada uma população de 14.062, um aumento de 1207 (9.4%).

## Geografia
De acordo com o United States Census Bureau tem uma área de
19,0 km², dos quais 18,7 km² cobertos por terra e 0,3 km² cobertos por água.

## Localidades na vizinhança
O diagrama seguinte representa as localidades num raio de 12 km ao redor de Clive.